# امینگا
امینگا (به اسپانیایی: Aminga) یک منطقهٔ مسکونی در آرژانتین است که در ایالت لا ریوخا، آرژانتین واقع شده‌است.